# Gerevich Emil
Gerevich Emil (névváltozat: Gerevics, Gerevits) (Kovászó, 1854. december 11. – Kassa, 1902. december 24.) matematikus, tanár, főreáliskolai igazgató, miniszteri biztos. Az első magyar matematikus, aki behatóbban foglalkozott a felfelé menő lánctörtekkel.
Gerevich Tibor művészettörténész és Gerevich Aladár miskolci vívómester apja, Gerevich Aladár hétszeres olimpiai aranyérmes kardvívó és Gerevich László Kossuth-díjas régész, művészettörténész nagyapja, Gerevich Pál világbajnok kardvívó, Gerevich György vívóedző és Gerevich József pszichiáter, neurológus dédnagyapja, Gerevich András költő üknagyapja.

## Életútja
Emil – a Gerevich család első országosan ismert tagja – 1854-ben született egy kicsiny Bereg vármegyei faluban, Kovászón. Édesapja, Gerevich (névváltozat: Gerevics) János itt volt görögkatolikus pap 1846 és 1864 között. Az egyházi feljegyzések szerint apja 1863-ban helyettes plébános, a faluban 291 fő görögkatolikus volt, a környéken további 58 fő tartozott a gyülekezethez. Mivel szülei korán meghaltak és nem rendelkeztek számottevő vagyonnal, így Emil kénytelen volt nevelősködéssel fenntartani magát. Középiskolai tanulmányait Máramarosszigeten kezdte, Lőcsén a katolikus főgimnáziumban (1867) folytatta, majd Ungváron a katolikus gimnáziumban (1869–1871). A fővárosban matematikát és természettudományokat tanult a tudományegyetemen és a műegyetemen. 1876-ban kezd tanítani, előbb Lendván, majd 1877-től Máramarosszigeten, itt a felsőbb leányiskola rendes tanára. 1885-ben kinevezik a besztercebányai felsőbb leányiskola igazgatójává, majd 1891-től a kassai főreáliskola vezetőjévé. Számos tankönyvet írt, cikkei jelentek meg fővárosi és vidéki lapokban.
A római katolikus felsőbb leányiskolák miniszteri biztosa volt, továbbá Kassa törvényhatósági bizottságának tagja, a Kassai Tanári Kör elnöke.
1902. december 24-én hunyt el, sírja a kassai köztemetőben (Verejný cintorín) található.

## Családja

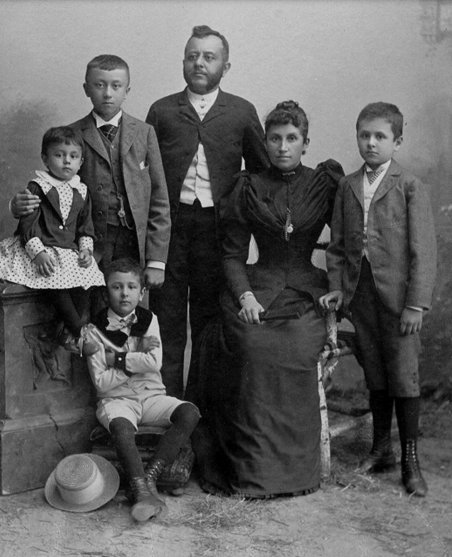
A Gerevich család az 1890-es évek elején

A görögkatolikus papi családban született, ám a tanári pályát választó Gerevich Emil az egyik tanítványát, Ilniczky Ilonát (Veléte, 1854. február 26. – Budapest, 1948. március 27.)
jegyezte el, majd vette feleségül 1877-ben. A házasságból négy fiúgyermek született: Aladár (1879) és Tibor (1882) Máramarosszigeten, majd Zoltán (1886) és Géza (1888) Besztercebányán.
Legidősebb fia előbb katonatisztként szolgál a hadseregben, utána évtizedeken keresztül vívómesterként dolgozott a fővárosban, számos vidéki városban, a leghosszabb ideig Miskolcon. Tibor a Horthy-korszak jeles művészettörténészeként vált ismertté Magyarországon és külföldön. Zoltán (1886–1932) közgazdász diplomát szerzett, tisztként harcolt az első világháborúban, majd a külügyminisztériumban dolgozott. A legkisebbik fiú, Géza (1888–1962) okleveles gépészmérnök lett, előbb ipari iskolában tanított, majd minisztériumi műszaki tanácsosként, osztálytanácsosként dolgozott az Iparügyi Minisztériumban.

## Művei
- A lefelé menő láncztörtekről. Analytikai tanulmány. Máramarosziget, 1885
- A lefelé menő láncztörtek analizise. Besztercebánya, 1889
- Konstruktiv planimetria. A gymnasiumok III. és IV. osztályai számára. Budapest, 1898
- Rajzoló mértan. Polgári és felsőbb leányiskolák számára. Budapest, 1905

### Társszerzőként
- Számtan a középiskolák számára. Budapest, 1893 (Orbók Mórral)
- Fizika a kozmográfia elemeivel polgári fiú iskolák és tanítóképzők számára, Budapest, 1896 (Bóbita Endrével)

### Cikkei
- Könyvismertető -- König Gyula: Analizis. (Ismerteti Dr. Gerevich Emil), Orvos-Természettudományi Ismertető, 1888, 75-84. o.
- A lutri története. Ország-Világ, 1889. augusztus 3., 1989. szeptember 20.
- A felsőbb leányiskolák reformja. (Visszhang Suppan Vilmos "A felsőbb leányiskai igazgatók memoranduma" czímű czikkére.), Nemzeti Nőnevelés, 1891